# RK Celje Pivovarna Lasko
El RK Celje Pivovarna Laško és un club d'handbol de Celje, Eslovènia. Fundat el 1947, l'equip actualment milita a la 1a Divisió eslovena d'handbol, competició que ha guanyat en totes les seves edicions excepte en les temporades 2001/02 i 2008/09.
A nivell internacional el gran èxit fou l'any 2004 quan l'equip es proclamà campió de la Copa d'Europa d'handbol després de derrotar el SG Flensburg-Handewitt alemany a la final. Aquella mateixa temporada l'equip s'alçaria amb la Supercopa d'Europa d'handbol.

## Palmarès
- 1 Copa d'Europa: 2004
- 1 Supercopa d'Europa: 2004
- 17 Lligues d'Eslovènia: 1992, 1993, 1994, 1995, 1996, 1997, 1998, 1999, 2000, 2001, 2003, 2004, 2005, 2006, 2007, 2008 i 2010
- 15 Copes d'Eslovènia: 1992, 1993, 1994, 1995, 1996, 1997, 1998, 1999, 2000, 2001, 2004, 2006, 2007, 2008 i 2010